# Jiří Minsterberský
Jiří Minsterberský (2. října 1470, Litice – 10. listopadu 1502, Olešnice) byl v letech 1498–1501 kníže minsterberský a olešnický, hrabě kladský.

## Životopis
Jiří se narodil v roce 1470 na hradě Litice, jako druhý syn Jindřicha I. staršího z Minsterberka a jeho manželky Uršuly Braniborské, která byla dcerou braniborského kurfiřta Albrechta III. Achillese. V roce 1488 si v Hlohově vzal za manželku Hedviku, která byla dcerou knížete zaháňského Jana II. Šíleného. Manželství zůstalo bezdětné.
V roce 1498 jeho otec a on spolu s bratry Karlem I. a Albrechtem zdědil knížectví Minsterberské a Olešnické a také Kladsko. Jiří se usídlil v Olešnici. Ve stejném roce byly založeny lázně Lądek-Zdrój, Jiří se stal jejich patronem. V roce 1501 z finančních důvodů prodal spolu s bratry za 60 000 tolarů Kladsko svému budoucímu švagrovi Oldřichovi z Hardeka. Jiří zemřel v roce 1502 v Olešnici a jeho nástupci se stali jeho bratři Karel a Albrecht.